# The Saviour (Kantate)
Bei The Saviour (Der Retter) handelt es sich um eine Kantate zur Passion des englischen Komponisten William Lloyd Webber. Der Untertitel A meditation upon the death of Christ (Eine Meditation über den Tod Christi) gibt Aufschluss über den Charakter des Werkes. Das Textbuch, das außer eigener Dichtung Passagen aus dem Evangelium und einige Kirchenlieder enthält, stellte Bryn Rees zusammen. Komponiert wurde die Kantate für eine Aufführung am Palmsonntag in der methodistischen Westminster Central Hall in London, an der Lloyd Webber als Organist und Kirchenmusiker tätig war und dessen damaliger Geistlicher Rev. Derrick Greeves Widmungsträger des Werkes ist. Die Uraufführung fand (soweit bekannt) im Jahre 1961 statt.
Lloyd Webber orientiert sich in der Anlage seines Werkes, in der Besetzung (Tenor und Bass Solo, Chor und Orgel) an der im englischen Sprachraum berühmten und häufig aufgeführten Kantate The Crucifixion von John Stainer, zu der er eine Alternative schaffen wollte.
Die deutsche Erstaufführung des Werkes fand am 7. April 2006 in Köln durch den Kammerchor Collegium Cantorum Köln unter Leitung von Thomas Gebhardt statt.

## Quelle
- www.mh-koeln.de/cck